# Ministerstwo Spraw Zagranicznych (Chińska Republika Ludowa)
Ministerstwo Spraw Zagranicznych Chińskiej Republiki Ludowej (chin. upr. 中华人民共和国外交部, chin. trad. 中華人民共和國外交部, pinyin Zhōnghuá Rénmín Gònghéguó Wàijiāobù) – instytucja odpowiedzialna za utrzymywanie stosunków zagranicznych pomiędzy Chinami i pozostałymi krajami świata, podległe Radzie Państwa. Rozpoczęło działalność 8 listopada 1949 roku.

## Podział organizacyjny
- Gabinet Ministra (The General Office – 办公厅)
- Departament Zarządzania Sprawami Zagranicznymi (The Department of Foreign Affairs Management – 外事管理司); komórka koordynacji polityki zagranicznej
- Departament Planowania Politycznego (The Department of Policy Planning – 政策研究司)
- Departament Spraw Azjatyckich (The Department of Asian Affairs – 亚洲司)
- Departament Spraw Azji Zachodniej i Afryki Północnej (The Department of West Asian and North African Affairs – 西亚北非司)
- Departament Spraw Afryki (The Department of African Affairs – 非洲司)
- Departament Spraw Europy i Azji Centralnej (The Department of European-Central Asian Affairs – 欧亚司); obejmuje następujące kraje: Armenia, Azerbejdżan, Białoruś, Gruzja, Kazachstan, Kirgistan, Mołdawia, Rosja, Tadżykistan, Turkmenistan, Ukraina, Uzbekistan
- Departament Spraw Europy (The Department of European Affairs – 欧洲司)
- Departament Spraw Ameryki Północnej i Oceanii (The Department of North American and Oceanian Affairs – 北美大洋洲司)
- Departament Spraw Ameryki Łacińskiej (The Department of Latin American Affairs – 拉丁美洲司)
- Departament Organizacji Międzynarodowych i Konferencji (The Department of International Organizations and Conferences – 国际司)
- Departament ds. Rozbrojenia (The Department of Arms Control – 军控司)
- Departament Traktatowo-Prawny (The Department of Treaty and Law – 条约法律司)
- Departament Informacji (The Information Department – 新闻司)
- Departament Protokołu (The Protocol Department – 礼宾司)
- Departament Spraw Konsularnych (The Department of Consular Affairs – 领事司)
- Departament Spraw Hongkongu, Makau i Tajwanu (The Department of Hong Kong, Macao and Taiwan Affairs – 港澳台司)
- Departament Tłumaczeń i Interpretacji (The Department of Translation and Interpretation – 翻译室)
- Departament Spraw Zagranicznego Bezpieczeństwa (The Department of External Security Affairs – 涉外安全事务司)
- Departament Kadr (The Department of Personnel – 干部司)
- Biuro Emerytowanego Personelu (The Bureau for Retired Personnel – 离退休干部局)
- Departament Administracyjny (The Administrative Department – 行政司)
- Departament Finansowy (The Department of Finance – 财务司)
- Biuro Archiwów (The Bureau of Archives – 档案馆)
- Departament Kontroli (The Department of Supervision – 监察局)
- Biuro ds. Chińskich Misji Dyplomatycznych Zagranicą (The Bureau for Chinese Diplomatic Missions Abroad – 国外工作局); komórka pracy ideologiczno-politycznej zagranicą
- Departament Obsługi Placówek Ministerstwa Spraw Zagranicznych w Kraju i Zagranicą (Department of Services for Foreign Ministry Home and Overseas Offices – 服务局)

## Siedziba
Budynek ministerstwa oddano do użytku w lipcu 1997.